# Eumecurus transpunctata
Eumecurus transpunctata är en insektsart som beskrevs av Dlabola 1985. Eumecurus transpunctata ingår i släktet Eumecurus och familjen kilstritar. Inga underarter finns listade i Catalogue of Life.